# Ясенівська сільська рада (Рожищенський район)
| Ясенівська сільська рада — адміністративно-територіальна одиниця та орган місцевого самоврядування у Рожищенському районі Волинської області з адміністративним центром у с. Ясенівка. Водоймища на території, підпорядкованій даній раді: річка Стохід. Сільській раді підпорядковані населені пункти: - с. Ясенівка - с. Вітоніж |

## Склад ради
Рада складається з 12 депутатів та голови.

### Керівний склад ради
| ПІБ                       | Основні відомості                                                 | Дата обрання | Дата звільнення |
| ------------------------- | ----------------------------------------------------------------- | ------------ | --------------- |
| Поліщук Петро Аркадійович | Сільський голова, 1970 року народження, освіта                    | 26.03.2006   | 31.10.2010      |
| Поліщук Петро Аркадійович | Сільський голова, 1970 року народження, освіта вища, безпартійний | 31.10.2010   |                 |

Примітка: таблиця складена за даними джерела

## Населення
Згідно з переписом УРСР 1989 року чисельність наявного населення сільської ради становила 872 особи, з яких 372 чоловіки та 500 жінок.
За переписом населення України 2001 року в сільській раді мешкали 842 особи.

### Мова
Розподіл населення за рідною мовою за даними перепису 2001 року:
| Мова       | Відсоток |
| ---------- | -------- |
| українська | 99,54 %  |
| білоруська | 0,23 %   |
| російська  | 0,12 %   |